# インファンタ・クリスティナ (コルベット)
インファンタ・クリスティナ（スペイン語：Infanta Cristina, F 34、P 77）は、スペイン海軍のコルベット。デスクビエルタ級コルベットの4番艦。艦名はクリスティナ王女に由来する。

## 艦歴
「インファンタ・クリスティナ」は、バサンカルタヘナ造船所で建造され、1974年9月11日に起工、1976年7月8日に進水、1980年11月24日に就役しカルタヘナ基地の第21護衛隊に配備される。
1990年10月31日、湾岸危機に伴い国際連合主導による禁輸監視活動のため、フリゲート「F 83 ヌマンシア」、コルベット「F 32 ディアナ」と共に紅海に派遣される。任務中にはイラク籍の貨物船「ハウラ・ビン・アル・ザウラ（Khawla Bint Al Zawra）」が信号を無視して航行を継続したため、これに対し威嚇射撃を実施した。
1994年にはロタ沖でCALOPCO合同演習に参加する。
2004年1月13日に哨戒艦に艦種が変更され、番号もP 76に変更される。その後、2004年9月から2005年6月にかけて哨戒活動に必要な警備用小型船艇3隻（ゾディアックMk5が2隻とヴァリアント750が1隻）を搭載できる様に改修された。
2008年後半に、国際連合安全保障理事会決議1707と国際連合安全保障理事会決議1832に基づく枠組みで、レバノンでのヒズボラ向け兵器密輸監視活動のため　スペイン、フランス、イタリアおよびポルトガルで部隊を構成し国際連合レバノン暫定駐留軍に参加するため、カルタヘナ基地を出港し任務に就き、その後「P 79 ベンセドラ」と交代する。
2010年8月から12月にはアタランタ作戦に参加するためソマリア沖・アデン湾に展開していた。11月6日夜には、海賊にハイジャックされた日本商船「IZUMI」の攻撃を受けて最小限度の実力行使により撃退した。